# Christine-Zoë de Montjoye
Christine-Zoë de Montjoye, även kallad de Tuillière-Montjoye, född 1779, död 1849, var en fransk hovfunktionär. Hon var Première dame d'honneur till Frankrikes drottning Maria Amalia av Neapel och Sicilien från 1830 till 1848.
Hon var dotter till greve Gustave de Montjoye och gifte sig med Alphonse de Gratet, marquis de Dolomieu. Hennes far var nära vän med Ludvig Filip I av Frankrike, och hade följt denna under hans exil. Hennes syster Amelie Mélanie de Montjoye var dame d'honneur till Adelaide av Bourbon-Orléans. 
Hon utsågs till dame pour accompagner till Maria Amalia före dennas tid som drottning, befordrades till första hovdam och behöll denna tjänst under hela Ludvig Filips regeringstid. Genom sin ställning åtföljde hon drottningen vid offentliga uppdrag och var en väl synlig offentlig person. Hon beskrivs som Maria Amalias personliga vän och förtrogna. Som sådan kunde hon utöva ett visst inflytande: diplomaten Gustave de Reiset uppger att hans diplomatiska karriär började år 1840 genom en rekommendation från just henne. Hon följde med Maria Amalia till England efter Februarirevolutionen 1848 .